# Невідничий Микола Юхимович
Микола Юхимович Невідничий (20 лютого 1946, Селище — 30 жовтня 2019, Київ) — артист української естради та кіно, гуморист, заслужений артист України (1997).

## Життєпис
Народився 20 лютого 1946 року в селі Селище Корсунь-Шевченківського району на Київщині (тепер — Черкаська область).
1967 року закінчив Республіканську студію естрадно-циркового мистецтва.
Працював артистом Українського гастрольно-концертного об'єднання «Укрконцерт», в «Київконцерті», в Українському державному театрі пісні (керівник Микола Мозговий).
Входив до естрадної групи «Очима молодих» при Укрконцерті, яка існувала з 1970 року до 1987–го.
Працював в концертах ансамблів «Кобза» і «Мрія», квартетів «Явір» і «Гетьман», тріо «Либідь» та інших творчих колективів, Віталія та Світлани Білоножків, Степана та Галини Савків.
Знімався в кінофільмах:

Могила Миколи Невідничого.

- «Веселі Жабокричі» (1971, Сидір Гаврилович, дяк)[2],
- «Зелений фургон»[4] (1983).

У числі перших артистичних бригад 1986 року брав участь у ліквідації наслідків катастрофи на ЧАЕС.
Після важкої тривалої хвороби помер у Києві на 74-му році життя 30 жовтня 2019 року. Був кремований, прах похований у колумбарії Байкового кладовища (50°24′54.60″ пн. ш. 30°30′14.60″ сх. д. / 50.4151667° пн. ш. 30.5040556° сх. д.).

## Відзнаки
- Заслужений артист України (1997)[6]
- Лауреат Республіканського конкурсу артистів естради (1980)